# 바이러스혈증
바이러스혈증(Viremia)은 바이러스가 혈류로 들어가서 몸의 나머지 부분들로 접근하는 것을 의미하는 질병이다. 세균이 혈류에 들어가는 균혈증과 비슷하다. 보통 4~5일 지속된다.

## 같이 보기
- 패혈증